# Bisdom Des Moines
Het bisdom Des Moines (Latijn: Dioecesis Desmoinensis) is een rooms-katholiek bisdom met als zetel Des Moines, hoofdstad van de Amerikaanse staat Iowa. Het bisdom is suffragaan aan het aartsbisdom Dubuque. 

## Geschiedenis
Het bisdom werd opgericht op 12 augustus 1911, uit delen van het bisdom Davenport. 

## Parochies
Het bisdom had in 2021 een oppervlakte van 32.235 km2 en telde 904.037 inwoners waarvan 17,1% rooms-katholiek was.

## Bisschoppen
- Austin Dowling (31 januari 1912 - 10 maart 1919)
- Thomas William Drumm (28 maart 1919 - 24 oktober 1933)
- Gerald Thomas Bergan (24 maart 1934 - 7 februari 1948)
- Edward Celestin Daly (13 maart 1948 - 23 november 1964)
- George Joseph Biskup (30 januari 1965 - 20 juli 1967)
- Maurice John Dingman (2 april 1968 - 14 oktober 1986)
- William Henry Bullock (10 februari 1987 - 13 april 1993)
- Joseph Leo Charron (12 november 1993 - 10 april 2007)
- Richard Edmund Pates (10 april 2008 - 18 juli 2019)
- William Michael Joensen (18 juli 2019 - heden)

## Galerij van afbeeldingen

Wapen van het bisdom
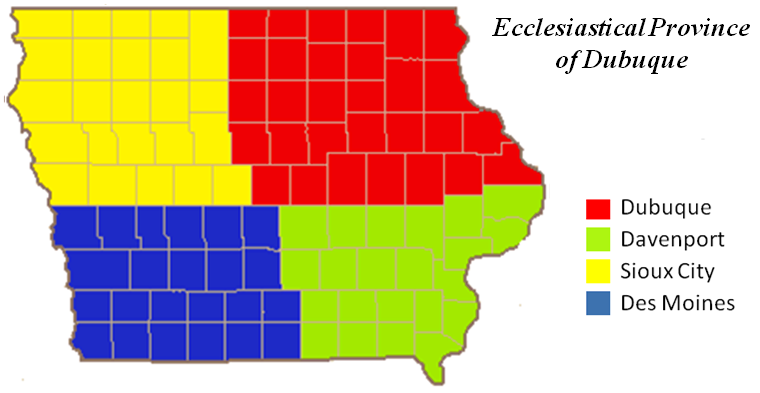
Kerkprovincie met aartsbisdom en suffragane bisdommen
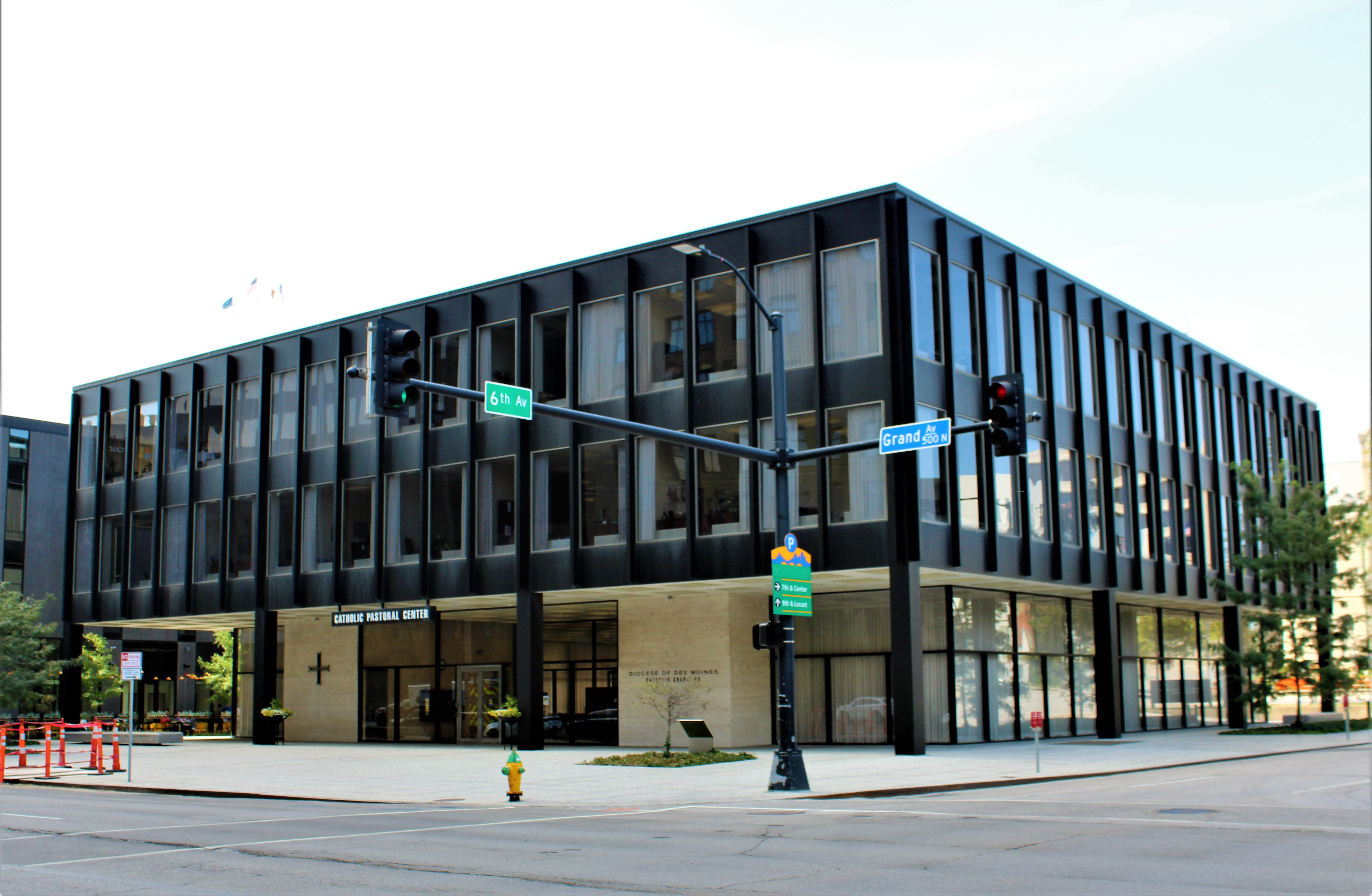
Pastoral Center in Des Moines
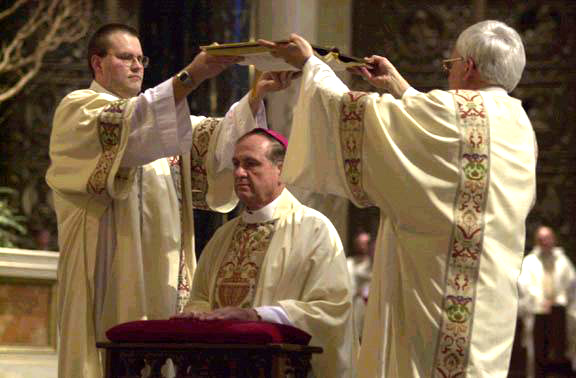
Bisschop Richard Edmund Pates (2008-2019)

Dubuque (aartsbisdom) · Davenport · Des Moines · Sioux City